# Daedalus (avion)
Pour les articles homonymes, voir Daedalus.

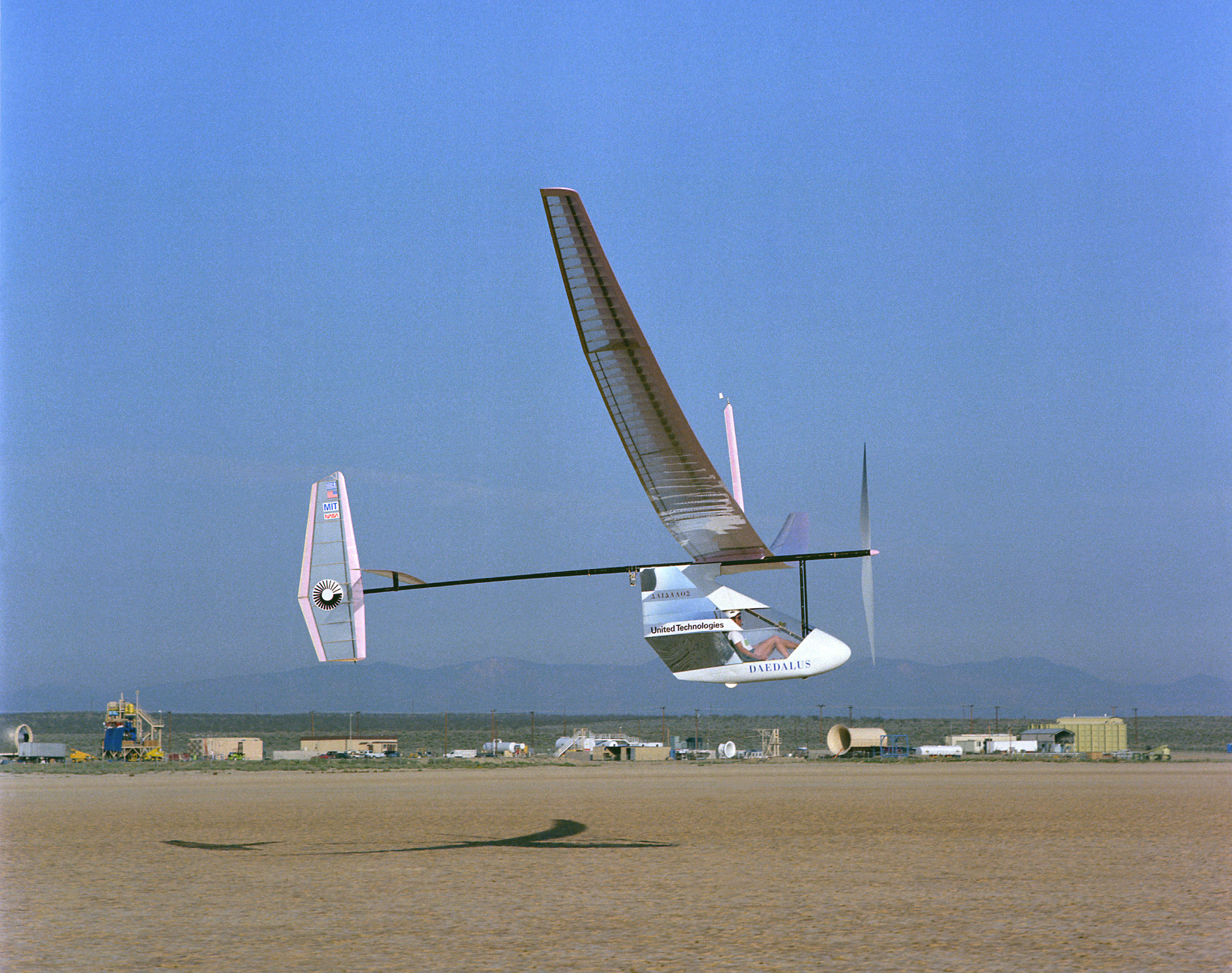
L'avion Daedalus.

Daedalus  est un avion à pédales qui détient le record du monde de distance pour un avion à moteur musculaire.
Le 23 avril 1988, il a parcouru une distance de 119 kilomètres, de la base aérienne d'Héraklion dans l'île de Crète jusqu'à l'île de Santorin. Le temps de parcours fut de 3 heures et 55 minutes avec un léger vent favorable. Avec un vent défavorable, le temps de vol aurait pu monter à 5 ou 6 heures pour parcourir la même distance. Le pilote était Kanéllos Kanellópoulos, un champion cycliste grec.

## Construction
L'avion a été conçu et fabriqué par des enseignants et des élèves du département Aéronautique du Massachusetts Institute of Technology aux États-Unis, avec l'aide de nombreux commanditaires. Il est composé de fibre de carbone (tubes structurels), de résine époxy, mousse, et de mylar (film de recouvrement de la voilure).
Calculée pour être la plus légère possible, la structure ultra légère du Daedalus n'a pas supporté les turbulences thermiques à l'arrivée sur la plage de Santorin, et s'est rompue à quelques mètres du rivage. Ces turbulences étaient dues à l'écart de température entre l'air au-dessus de la mer et l'air beaucoup plus chaud au-dessus du sable foncé de la plage (Santorin est une île volcanique). Le pilote a terminé les derniers mètres du parcours à la nage.

## Caractéristiques
- Envergure : 34 m
- Masse à vide 32 kg, au décollage 104 kg
- Charge alaire 3,4 kg/m2
- Vitesse de vol par vent nul 25 km/h

## Puissance du pilote
- Puissance mécanique du pilote au décollage environ 600 W, en continu environ 200 à 250 W
- Puissance métabolique du pilote : 900 W (rendement 0,24), 
  - dissipation par rayonnement et convection environ 60 W, dissipation de chaleur par évaporation environ 600 W
- « Carburant » : 4 litres de liquide énergisant (eau sucrée à 10 pour cent et salée à 1 pour mille)
- consommation spécifique du moteur (le pilote) : 1 litre pour 250 Wh, soit 4 kg/kWh.

## Légende
Dans la mythologie grecque, Dédale (en anglais Daedalus) est le père d'Icare. 

## Sources
- Gary Dorsey, The fullness of wings, Viking, 1990
- Steven Bussolari et Etan Nadel, The physiological limits of long duration human power production, Human Power, Vol.7 n°4, summer 1989
- Man's greatest flight, J. McIntyre, Aeromodeller, august 1988